# 金英福
金英福（韓語：김영복），也有作金永福，朝鲜军人、政治家，朝鲜人民军特殊作战军司令、朝鲜劳动党中央委员，上将军衔。之後在俄羅斯入侵烏克蘭時，參與烏克蘭入侵庫爾斯克州戰事時，支援俄羅斯。